# Elite Enterprises
Elite Enterprises Inc. war ein US-amerikanischer Hersteller von Automobilen.

## Unternehmensgeschichte
Gerry Knapp gründete das Unternehmen am 14. November 1969 in Cokato in Minnesota. Er begann 1971 mit der Produktion von Automobilen und Kit Cars. Der Markenname lautete Elite. 1982 wurde der Name Allard geschützt. Später im Jahr kam es zu einem Abkommen mit Chrysler, wonach Chrysler den Namen Laser für sein Modell Chrysler Laser nutzen durfte. 1985 oder 1986 endete die Produktion. Knapp starb 1986. Quint Industries übernahm mehrere Modelle und Hardy Motors ein anderes Modell. Am 7. Oktober 1991 wurde das Unternehmen aufgelöst.

## Fahrzeuge
Der Laser GT war ein Coupé auf einem gekürzten Fahrgestell vom VW Käfer.
Der Laser 917 war vom Porsche 917 inspiriert und basierte ebenfalls auf einem VW-Fahrgestell. Verschiedene Motoren von Mazda und Porsche, vom Chevrolet Corvair und V6-Motoren von General Motors trieben die Fahrzeuge an. Nach Unternehmensangaben entstanden zwischen 1972 und 1982 679 Fahrzeuge dieses Typs.
Die Nachbildung eines Allard J2X hatte einen eigenen Rahmen, der sowohl für die Aufnahme von V8-Frontmotoren als auch für VW-Heckmotoren ausgelegt war. Ein Fahrzeug von 1985 wurde 2016 für 12.500 US-Dollar versteigert.
Der Mini-18 war ein Nutzfahrzeug und der Laser ’49 ein Minivan, beide auf VW-Basis.
Für einen Laser Dunebuggy genannten VW-Buggy ist eine Anzeige überliefert.
Außerdem entstanden Rennwagen für die Formel V.